# Johann Küchler
Johann Gottlieb Karl Eduard Küchler (* 2. Oktober 1803 in Darmstadt; † 5. August 1873 in Groß-Gerau) war ein deutscher Jurist und Kreisdirektor.

## Leben
Johann Küchler wurde Sohn des Politikers Georg Karl Küchler (1773–1854) und dessen Ehefrau Sybille Philippine Lehmann (1776–1819) geboren und kam nach seinem Studium der Rechtswissenschaften zunächst provisorisch als Akzessist zum Hofgericht Darmstadt, bevor er Großherzoglich Hessischer Kreissekretär im Kreis Heppenheim wurde. Er war als Geheimer Regierungsrat in Groß-Gerau tätig, als er am 15. November 1828 die Stelle als Sekretariats-Akzessist beim Landgericht Lorsch antrat.
Nach vierjähriger Amtszeit wechselte er als Kreissekretär zum Kreis Groß-Gerau.
Schließlich wurde er zum Jahresbeginn 1835 als Kreisrat  Leiter der Verwaltung im Kreis Heppenheim und ging nach sechsjähriger Amtszeit am 7. September 1841 in den Ruhestand.

### Familie
Sein Bruder Friedrich (1799–1866) war Direktor der Provinz Oberhessen, sein Halbbruder Friedrich Küchler (1822–1898)  Direktor der Provinz Rheinhessen
Am 22. April 1835 schloss er in Bütelborn mit Adelheid Elwert (1814–1854, Tochter des Politikers Ernst Elwert) die Ehe, aus der die Kinder Henriette (1837–1853), Auguste (1843–1903), Georg (1844–1917, Landgerichtsdirektor), Berta Ida (* 1846) und Mathilde (1854–1918) hervorgegangen sind.